# All Men Are Brothers
 (juillet 2018).
Pour plus de détails, voir Fiche technique et Distribution.
All Men Are Brothers (蕩寇誌, Dong kai ji) est un film hongkongais réalisé par Chang Cheh et Wu Ma, sorti en 1975 au cinéma.
Il s'agit d'une adaptation d'un épisode de la seconde partie du roman Au bord de l'eau. Il fait partie d'un ensemble de films reprenant le même casting, avec La Légende du lac et Delightful Forest.

## Synopsis
Désormais ralliés au gouvernement impérial, l'organisation criminelle des 108 bandits des marais du mont Liang reçoit la mission d'éliminer physiquement un dissident politique qui a proclamé un nouvel empire dans une province chinoise. 
L'intervention de l'équipe d'ex-délinquants envoyée pour ce faire va s'émailler de nombreuses voies de fait, blessures et décès d'origine traumatique.

## Fiche technique
- Titre : All Men Are Brothers
- Titre original : 蕩寇誌 (Dong kai ji)
- Réalisation : Chang Cheh et Wu Ma
- Scénario : Chang Cheh, Ni Kuang et Shi Nai'an d'après un roman de Luo Guanzhong
- Chorégraphie des bagarres : Tang Chia, Liu Chia-liang, Liu Chia-yung, Chan Chuen
- Société de production : Shaw Brothers
- Pays d'origine : Hong Kong
- Format : Couleurs - 2,35:1 - Mono - 35 mm
- Genre : action et aventure
- Durée : 101 minutes
- Date de sortie : 1975

## Distribution
- David Chiang : en:Yan Qing dit « le Prodigue »
- Fan Mei-sheng : Li Kui dit « le Tourbillon Noir »
- Chen Kuan-tai : en:Shi Jin dit « le Dragon bleu »
- Wang Kuang-yu : Zhang Qing dit « le Jardinier »
- Wong Chung : Xiu dit « Brave-la-mort »
- Li Hsiu-hsien : Zhang Shun dit « l'Anguille blanche »
- Yu Feng : Sun-la-Cadette dite « l'Ogresse », épouse de Zhang Qing
- Ti Lung : Wu Song dit « le Pèlerin »
- Bolo Yeung : général Si Xing Fang
- Ku Feng : Song Jiang dit « le Héraut de justice »
- Tetsurō Tanba :  Lu Junyi (en) dit « La Licorne de jade »
- Yueh Hua : Lin Chong dit « Tête de léopard » (caméo)
- Lily Ho : Hu-la-Troisième dite « Vipère d'une toise » (caméo)